# Museu Ferroviário de Lagos

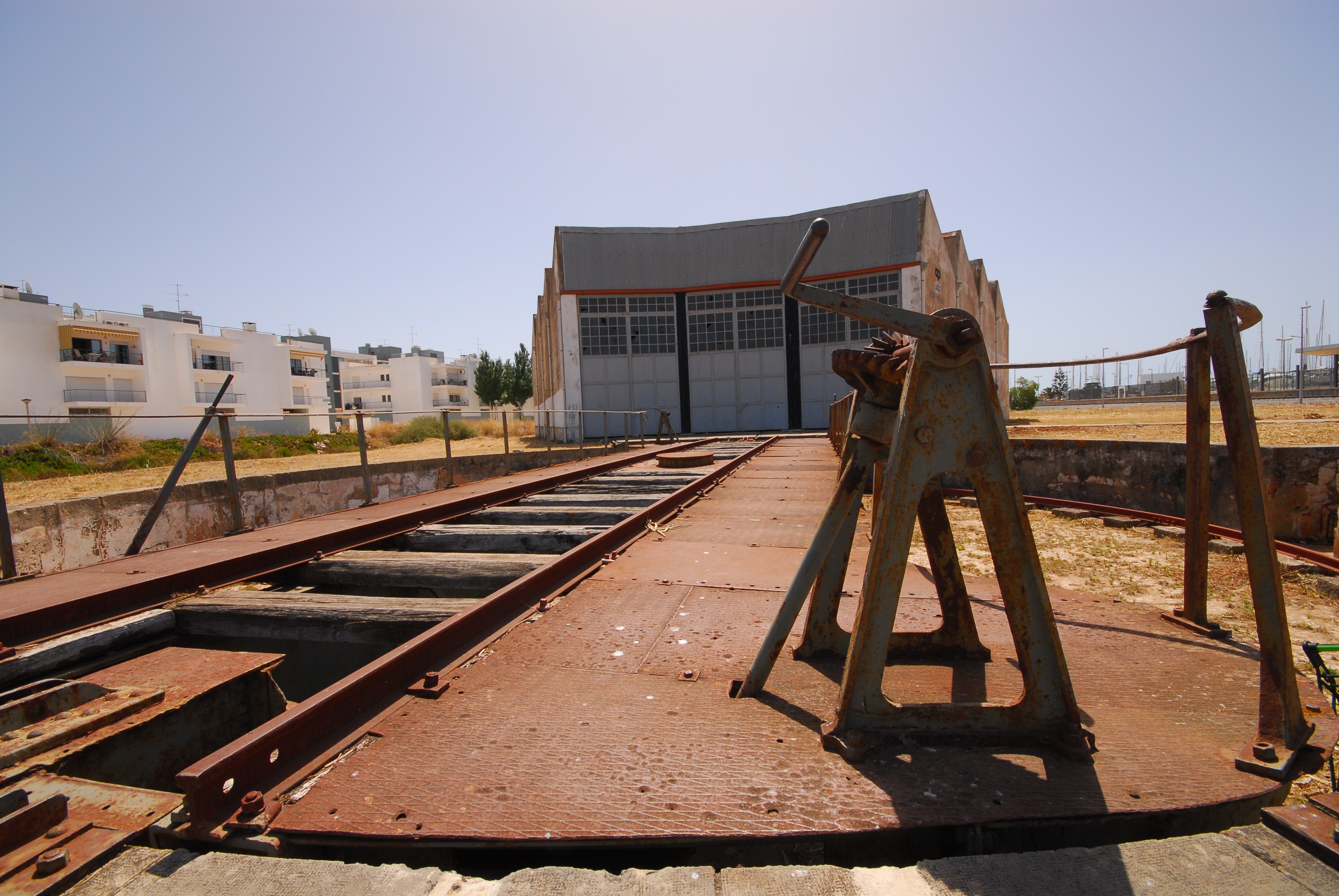
Antiga ponte giratória, com o edifício da cocheira ao fundo.

O Espaço Museológico de Lagos situa-se na estação de Lagos, na Linha do Algarve. Ocupa a cocheira de locomotivas da Estação de Lagos, datada dos anos 20, a qual dada a importância que lhe é conferida, por ser um exemplar único em todo o Algarve, é um tipo de construção marcadamente ferroviária.

Encontra-se temporariamente encerrado.

## Espólio
- Locomotiva 013
- Locomotiva 033
- Salão Sfv 13
- Salão Sf 3004
- Dresine de Inspecção DI 6